# Jean-Baptiste Descamps

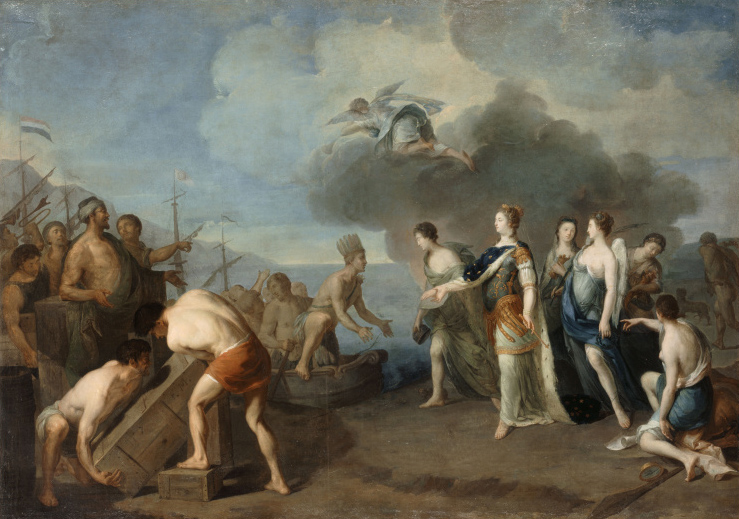
Allegorie de la decouverte de l'Amerique

Jean-Baptiste Descamps (* 28. August 1706 in Dunkerque, Département Nord; † 30. Juni 1791 in Rouen, Département Seine-Maritime) war ein französischer Maler und Schriftsteller. 

## Leben
Descamps war in Paris ein Schüler von Nicolas de Largillière und ließ sich dann in Rouen nieder.
Er malte mit Vorliebe häusliche und ländliche Szenen, ist aber weniger durch seine Bilder als durch seine Bücher bekannt.

## Werke (Auswahl)
Bilder
- La Vie des Peintres Flamands
- Le Voyage Pittoresque

Bücher
- La vie des peintres flamands, allemands et hollandais. Minkoff, Genf 1972 (3  Bde., Nachdr. d. Ausg. Paris 1753/63).
- Reise durch Flandern und Brabant („Voyage pittoresque de la Flandre et du Brabant“). Schwickert Verlag, Leipzig 1771.